# Globanus marginescaber
Globanus marginescaber är en mångfotingart som först beskrevs av Karsch 1884.  Globanus marginescaber ingår i släktet Globanus och familjen Spirostreptidae. Inga underarter finns listade i Catalogue of Life.